# Bắc Sulawesi
Bắc Sulawesi (tiếng Indonesia: Sulawesi Utara) là một tỉnh của Indonesia ở phía Bắc quần đảo Sulawesi. Phần phía Bắc của tỉnh gồm các đảo Sangihe và Talaud có biên giới trên biển với Philippines. Tỉnh lỵ và thành phố lớn nhất là Manado. Dân tộc đông nhất ở đây là người Minahasa. Tôn giáo phổ biến ở đây là Thiên chúa giáo.
Sulawesi Utara bao gồm 9 huyện và 4 thành phố (Bitung, Kotamobagu, Manado, và Tomohon).